# 巴勒貝克區
34°00′25″N 36°12′14″E / 34.00694°N 36.20389°E

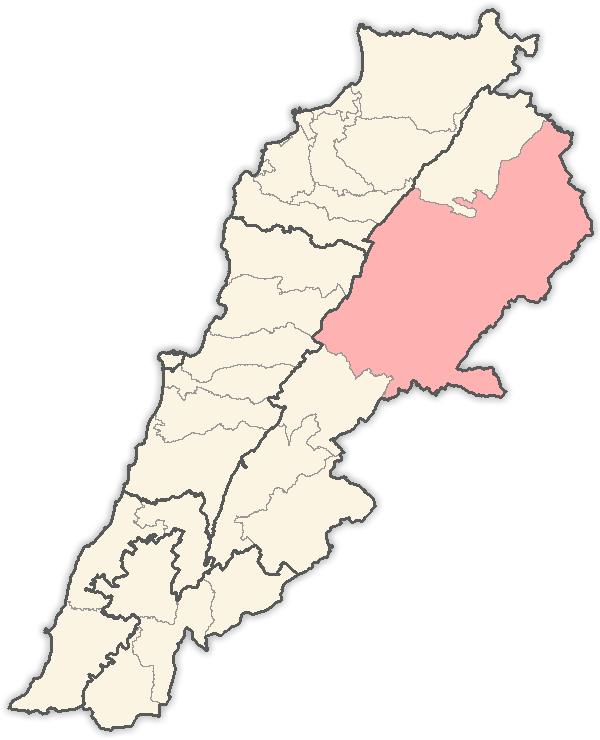

巴勒貝克區（阿拉伯语：‎），是黎巴嫩巴勒貝克-希爾米勒省的區份，位於該國東北部，首府設於巴勒貝克，面積2,319平方公里，2008年人口157,000，人口密度每平方公里68人。